# Gideon J. Tucker
Gideon John Tucker (* 10. Februar 1826 in New York City; † Juli 1899 ebenda) war ein US-amerikanischer Jurist, Zeitungsredakteur und Politiker. Er war von 1858 bis 1860 Secretary of State von New York.

## Werdegang
Gideon John Tucker, Sohn von Alderman John C. Tucker, einem Führer in der Locofocos-Fraktion der Demokratischen Partei, wurde in der Laight Street, unweit der Canal Street, in Lower Manhattan (New York City) geboren. Er besuchte Gemeinschaftsschulen. Seine Jugendjahre waren von der Wirtschaftskrise von 1837 überschattet und die Folgejahre vom Mexikanisch-Amerikanischen Krieg. 1844 wurde er Referendar (law clerk). Danach schrieb er für Zeitungen. 1847 erhielt er seine Zulassung als Anwalt. Am 15. März 1848 heiratete er Clara L. Livingston (* 1828). Tucker wurde 1852 Steuerfachangestellter (tax clerk) in der Behörde des New York State Comptrollers in Albany (New York). 1853 erwarb er einen Anteil am Albany Argus vom Edwin Croswell, veräußerte aber diesen bereits 1855. Er gründete danach die New York Daily News. Im September 1857 zog er sich von der Leitung zurück.
Er nahm 1856 als Delegierter an der Democratic National Convention in Cincinnati (Ohio) teil. 1857 wurde er zum Sachem in der Tammany Society gewählt und im selben Jahr zum Secretary of State von New York. Er wurde 1860 zum Präsidenten des Board of Commissioners im Croton Aqueduct Department nominiert, aber der Board of Aldermen lehnte die Ernennung ab.
Von 1863 bis 1869 war er Vormundschafts- und Nachlassrichter im New York County. Die ersten Jahre seiner Amtszeit war vom Bürgerkrieg überschattet. 1866 schrieb er zu einer Entscheidung einen Nachlass betreffend folgendes:

„No man's life, liberty or property are safe while the Legislature is in session.“

Dabei handelte es sich um eine Parodie zu einer Stelle in der Magna Carta:

„No man shall be deprived of the free enjoyment of his life, liberty, or property, unless declared to be forfeited by the judgment of his peers, or the law of the land.“

Tucker nahm 1864 als Delegierter an der Democratic National Convention in Chicago (Illinois) teil. Er saß für den 14. Bezirk (New York County) in der New York State Assembly. Während seiner Amtszeit entwarf er den ersten Acht-Arbeitsstunden-Gesetzesentwurf, welcher schließlich abgelehnt wurde. Mehr Glück hatte er aber bei der Verabschiedung eines Gesetzesentwurfes zu Verhinderung von Tierquälerei.
1875 verließ er die Tammany Hall. In der Folgezeit gehörte er zu den Gründern der gegnerischen Irving-Hall-Fraktion in der Demokratischen Partei.
Tucker kandidierte 1878 als Angehöriger der National Greenback and Labor Party für die Stelle als beisitzender Richter am New York Court of Appeals, erlitt aber bei der Wahl eine Niederlage. Danach zog er aus Gesundheitsgründen nach Arizona. Er gab den Daily Democrat in Prescott heraus, damals die Hauptstadt des Arizona-Territorium. In den 1880er Jahren kehrte er nach New York zurück. Im November 1887 kandidierte er erneut für den Posten als Vormundschafts- und Nachlassrichter. Tucker trat bei der Wahl für die United Labor Party an, erlitt aber eine Niederlage gegenüber dem Demokraten Rastus S. Ransom.
Er verstarb im Juli 1899 in seinem Heim in der 162 West 84. Street in New York City.